# Avonia papyracea
Avonia papyracea är en tvåhjärtbladig växtart. Avonia papyracea ingår i släktet Avonia och familjen Anacampserotaceae.

## Underarter
Arten delas in i följande underarter:
- A. p. namaensis
- A. p. papyracea